# 卡米拉·福什
卡米拉·福什（瑞典語：Camilla Fors，1969年4月24日—），瑞典前女子足球运动员，场上位置是后卫。她曾代表瑞典国家队参加1991年国际足联女子世界杯，结果队伍获得季军。